# Ciupahivka
Ciupahivka (în ucraineană Чупахівка) este o așezare de tip urban din raionul Ohtîrka, regiunea Sumî, Ucraina. În afara localității principale, mai cuprinde și satele Konovalîk, Olenînske și Sofiivka.

## Demografie
Componența lingvistică a așezării de tip urban Ciupahivka
     Ucraineană (95,64%)
     Rusă (3,77%)
     Alte limbi (0,45%)
Conform recensământului din 2001, majoritatea populației așezării de tip urban Ciupahivka era vorbitoare de ucraineană (95,64%), existând în minoritate și vorbitori de rusă (3,77%).